# Bükkfalvy Beatrix
Bükkfalvy Beatrix (Budapest, 1945. április 24. – 2016. július 24.), politikus, a MIÉP egykori alelnöke.

## Élete
Dr. Bükkfalvy János orvos és Blazsó Terézia iskolai védőnő gyermekeként született. Budapesten végezte tanulmányait, és 1972-ben a Budapesti Orvostudományi Egyetem Általános Orvosi karán diplomázott. 1987-től 1989-ig az EGIS Gyógyszergyár Klinikopharmakológiai osztályán, majd 1989-től az Igazságügyi Orvosszakértői Intézet állandó kinevezett igazságügyi orvosszakértője lett ideggyógyász és szemész szakorvosként.
1967-ben férjhez ment és két gyermeke született, Gergely és Ádám. Elvált és újra férjhez ment Vig János aki festő- és szobrászművészhez. 1999 januárja óta a MIÉP Gödöllő Városi Szervezetének elnöke. 2002-ben a MIÉP színében indult országgyűlési választáson, 2004-ben az Európai Parlamenti választáson, de mandátumot nem szerzett.
2006 februárjában a párt alelnökévé választották, de 2008 januárjában Csurka István nyomására kizárták a pártból.
Bükkfalvy 2008-ban Zsinka Lászlóval és egyéb MIÉP-ből kizárt politikussal megalapították a Társadalmi Igazságosság Pártját aminek alelnöke lett. Bükkfalvy 2016. július 24-én halt meg, és 2016. augusztus 5-én, 15 órakor helyezték végső nyugalomra Apcon az Újtemető utcai temetőben.